# 占冠村立トマム学校
占冠村立トマム学校（しむかっぷそんりつトマムがっこう）は、北海道勇払郡占冠村にある公立（村立）の義務教育学校。

## 概要
2017年（平成29年）4月にトマム小学校、トマム中学校が改組した。平成29年4月1日現在の在校生は6名。

## 沿革

### 略歴
当校前身校のひとつであるトマム小学校は、1917年（大正6年）に落合尋常小学校トマム第一分教場として開校した。2017年（平成29年）4月に義務教育学校「占冠村立トマム学校」となった。

### 年表
- 2017年（平成29年）4月 - 開校。

## 通学区域
- 勇払郡占冠村
  - 上トマム第一、上トマム第二、中トマム、下トマム[2]